# Jüri Vips
Jüri Vips, né le 10 août 2000 à Tallinn, est un pilote automobile estonien. Il est membre du Red Bull Junior Team de fin 2018 à 2022, et pilote en Formule 2 avec Hitech GP.

## Biographie

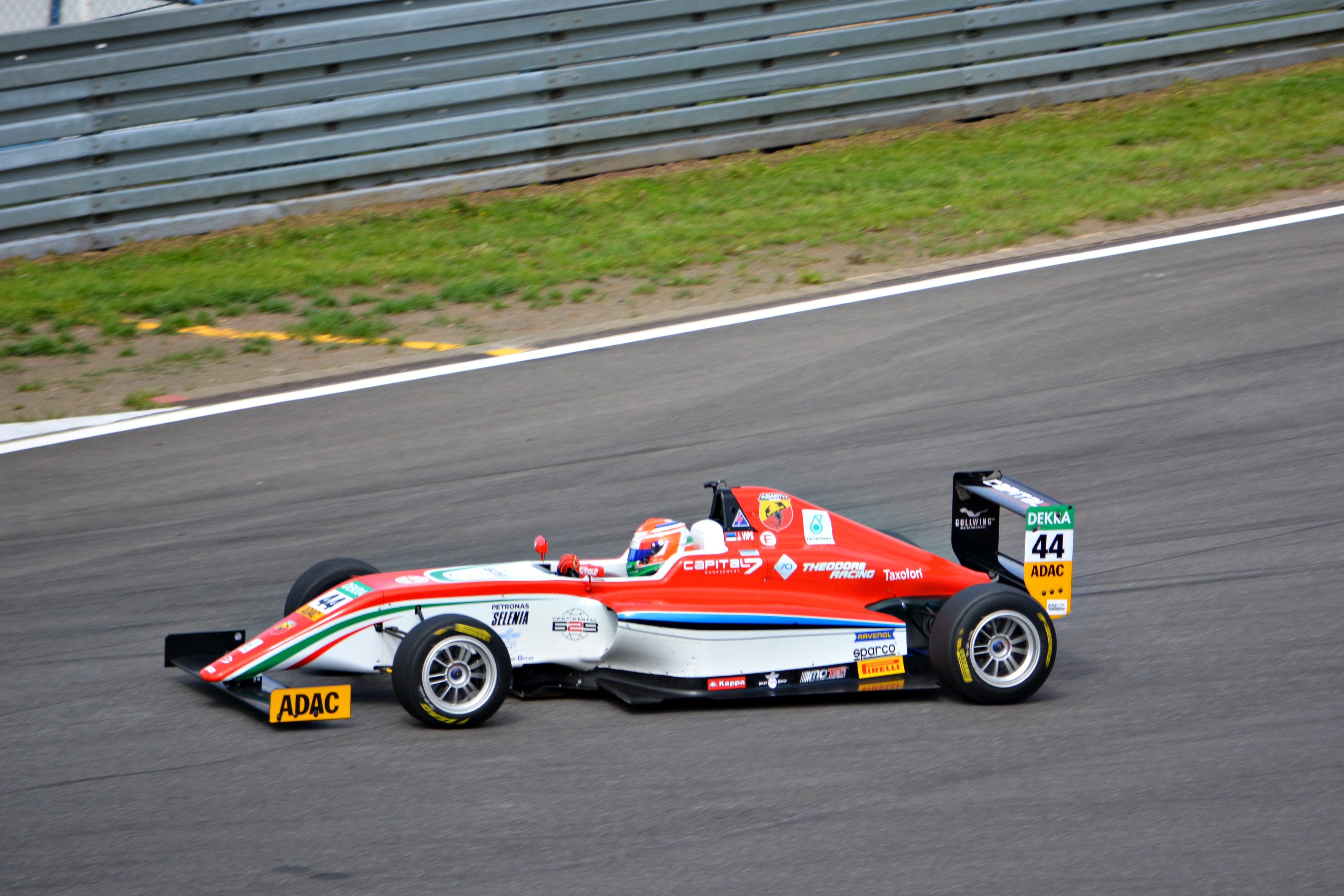
Jüri Vips en Formule 4 allemande en 2017.

Jüri Vips remporte ses premiers titres nationaux en Estonie en 2011, décrochant le titre mondial en Rotax Max Challenge Junior en 2014. Il passe en monoplace en 2016, signant avec Prema Powerteam en Formule 4 allemande et en Formule 4 italienne. Dans le championnat italien, il est sacré champion chez les Rookies (débutants), remportant une victoire lors de la dernière course. En 2017, toujours avec Prema, il se concentre sur le championnat allemand de F4 et devient champion de justesse devant Marcus Armstrong et Felipe Drugovich.

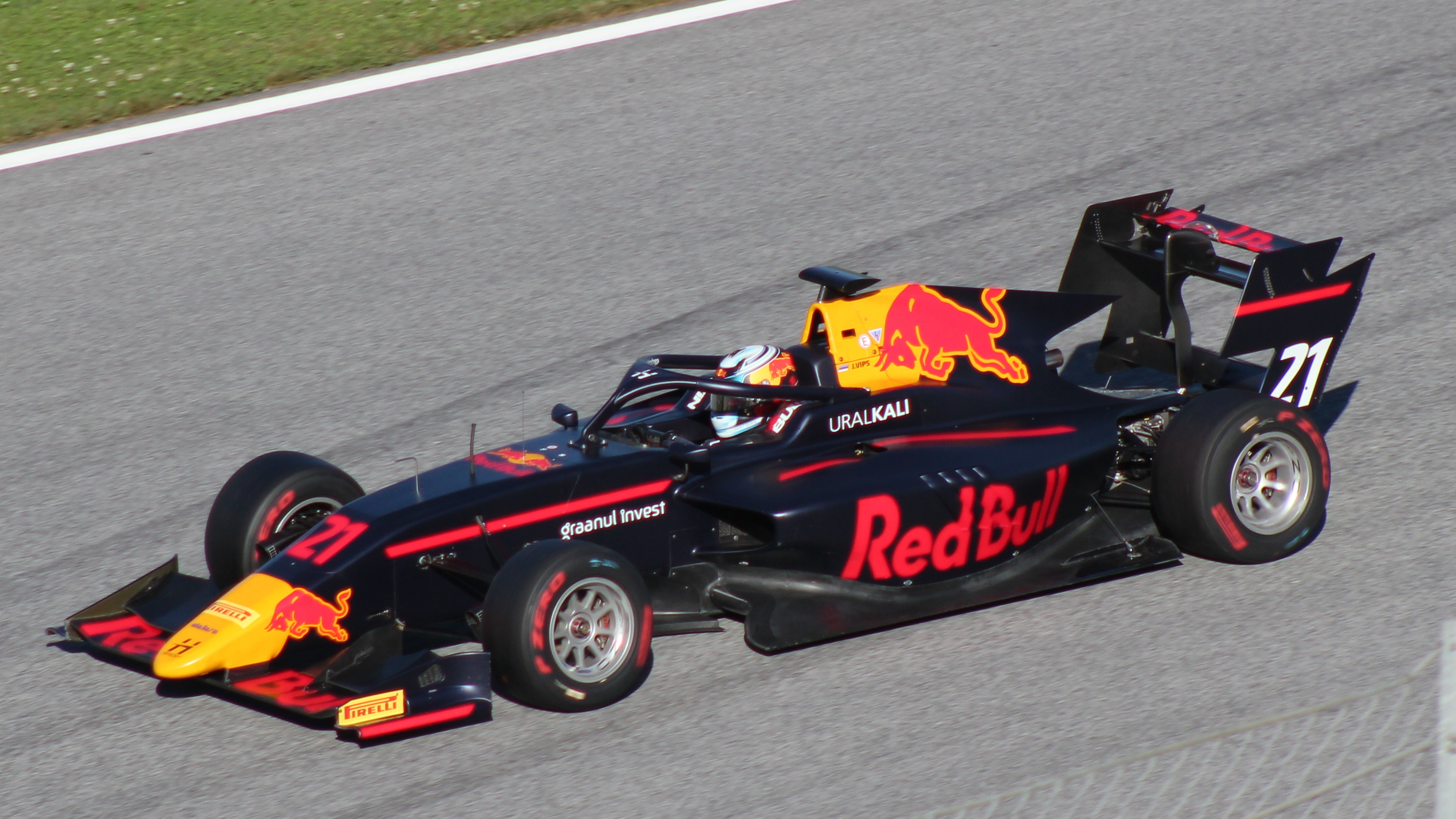
Jüri Vips sur le Red Bull Ring en Formule 3 en 2019.

En 2018, Jüri Vips quitte Prema et rejoint Motopark en Formule 3 européenne. Quatrième dès sa première saison dans le championnat avec quatre victoires, il est recruté  en fin d'année par le Red Bull Junior Team, programme de jeunes pilotes de l'écurie de Formule 1 Red Bull Racing. Il intègre Hitech Racing pour la saison 2019 du championnat de Formule 3 FIA, en support des Grands Prix de Formule 1. Quatrième et meilleur pilote en dehors des intouchables Prema Powerteam, Red Bull envoie le pilote estonien au Japon en 2020, dans le très relevé championnat de Super Formula avec le Team Mugen. Il n'a le temps de disputer qu'une seule course, la pandémie de Covid-19 perturbant largement la saison. Toujours en 2020, Jüri Vips rejoint DAMS pour prendre part à quatre manches de la saison de Formule 2. Il monte notamment sur le podium au Mugello et marque 16 points.

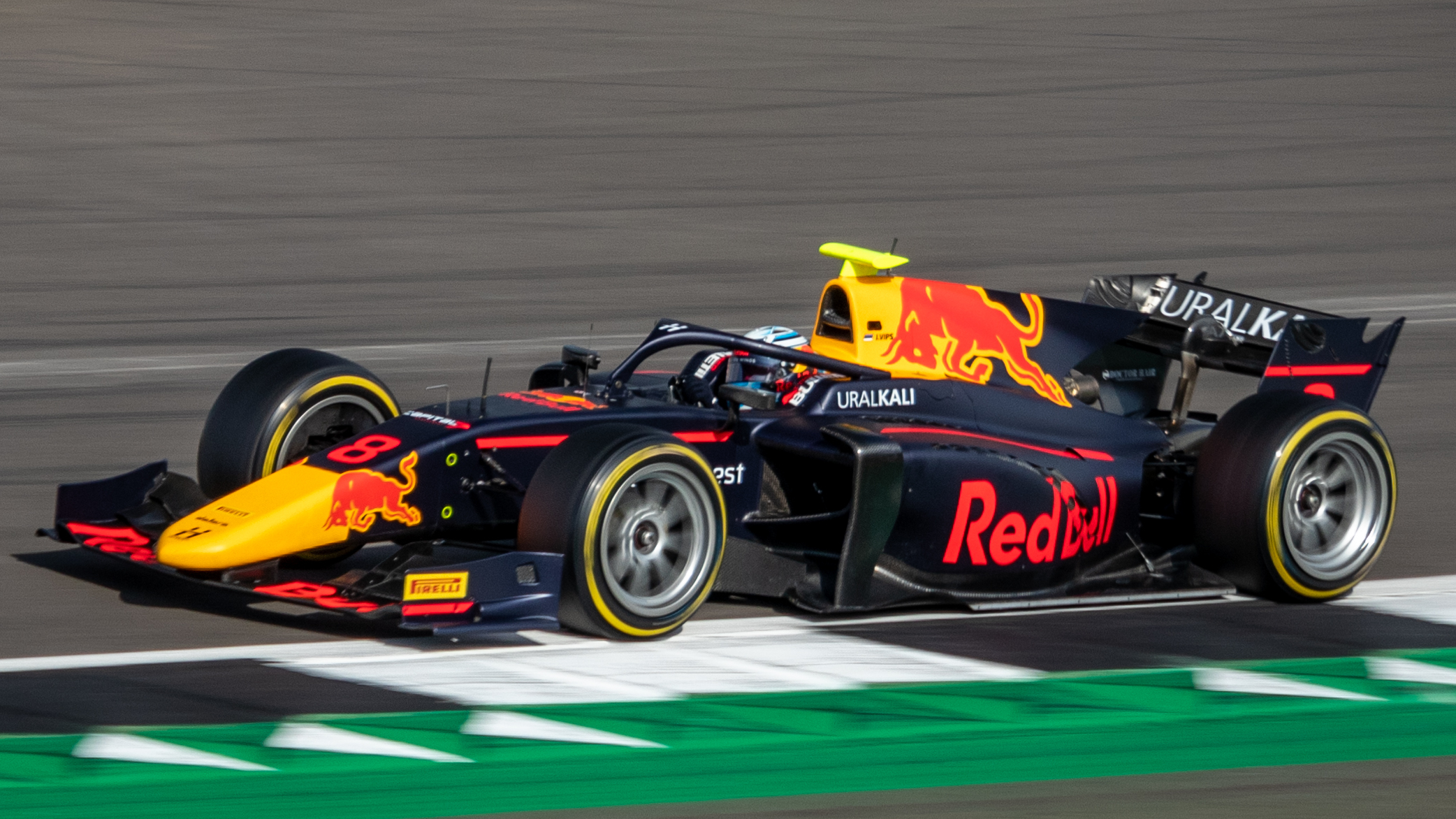
Jüri Vips en Formule 2 en 2021.

En 2021, Jüri Vips reste en Formule 2 et signe chez Hitech Racing. Il remporte deux courses et termine 6e du championnat.
Le 21 juin 2022, alors qu'il dispute sa deuxième saison de Formule 2 avec Hitech Racing, Jüri Vips est suspendu du Red Bull Junior Team après des propos racistes et homophobes prononcés lors d'un live sur Twitch,. Une semaine plus tard, Red Bull Racing met fin à son contrat de pilote d'essais et de pilote réserve de l’écurie. Incertain pour la poursuite de sa saison en Formule 2, l'Estonien est finalement confirmé pour le reste du championnat par Hitech Racing, mais n'arbore plus les couleurs de la marque autrichienne. Christian Horner annonce que Red Bull continuera de le soutenir, malgré la rupture de son contrat. Le 9 juillet 2022, à travers un communiqué sur les réseaux sociaux, Vips présente ses excuses publiques pour son comportement du 21 juin.

## Carrière

### Résultats en monoplace
| Saison    | Championnat                          | Écurie                         | Courses | Victoires | Pole positions | Meilleurs tours | Podiums | Points | Classement |
| --------- | ------------------------------------ | ------------------------------ | ------- | --------- | -------------- | --------------- | ------- | ------ | ---------- |
| 2016      | Championnat d'Allemagne de Formule 4 | Prema Powerteam                | 24      | 0         | 0              | 0               | 5       | 138    | 6e         |
| 2016      | Championnat d'Italie de Formule 4    | Prema Powerteam                | 18      | 1         | 2              | 3               | 8       | 140    | 5e         |
| 2016-2017 | MRF Challenge Formula 2000           | MRF Racing                     | 15      | 0         | 0              | 0               | 3       | 135    | 6e         |
| 2017      | Championnat d'Allemagne de Formule 4 | Prema Powerteam                | 21      | 2         | 0              | 0               | 7       | 245,5  | Champion   |
| 2017      | Championnat d'Italie de Formule 4    | Prema Powerteam                | 9       | 1         | 2              | 2               | 5       | 114    | -          |
| 2017      | Championnat d'Europe de Formule 3    | Motopark                       | 3       | 0         | 0              | 0               | 0       | 0†     | N.C        |
| 2018      | Championnat d'Europe de Formule 3    | Motopark                       | 30      | 4         | 3              | 6               | 8       | 284    | 4e         |
| 2018      | Grand Prix de Macao                  | Motopark Academy               | 1       | 0         | 0              | 0               | 0       | N/A    | 19e        |
| 2019      | Formule 3                            | Hitech Grand Prix              | 16      | 3         | 1              | 1               | 4       | 141    | 4e         |
| 2019      | Grand Prix de Macao                  | Hitech Grand Prix              | 1       | 0         | 1              | 0               | 1       | N/A    | 2e         |
| 2019      | Super Formula                        | Team Mugen                     | 1       | 0         | 0              | 0               | 0       | 0      | 23e        |
| 2020      | Formule Régionale Europe             | KIC Motorsport                 | 9       | 0         | 0              | 3               | 3       | 81     | 8e         |
| 2020      | Formule 2                            | DAMS                           | 8       | 0         | 0              | 0               | 1       | 16     | 16e        |
| 2021      | Formule 2                            | Hitech Grand Prix              | 23      | 2         | 0              | 1               | 6       | 120    | 6e         |
| 2022      | Formule 2                            | Hitech Grand Prix              | 28      | 1         | 2              | 4               | 5       | 114    | 11e        |
| 2023      | IndyCar Series                       | Rahal Letterman Lanigan Racing | 2       | 0         | 0              | 0               | 0       | 18     | 33e        |

† Vips étant un pilote invité, il était inéligible pour marquer des points.